# Herberto III de Omois
Herberto III d'Omois, Herberto el viejo (o Herberto III de Vermandois, 910– 980/985) fue conde de Omois de 943 a su muerte.
Era hijo de Herbert II, Conde de Vermandois y Adela de Francia, hija de Roberto I de Francia. En 943, después a la muerte de su padre, le sucedió como conde de Omois "y recibió la fortaleza de Château-Thierry así como la abadía de Saint-Médard, Soissons." Después de la muerte de su hermano Roberto de Vermandois le sucedió como Conde  de Meaux y Troyes.
En 951, en sus últimos años, se casó con Edgiva de Wessex, hija de Eduardo el Viejo, rey de Inglaterra, y viuda de Carlos III de Francia occidental. No ha quedado constancia de que tuviera nietos y tras la muerte de su hijo Esteban (hacia 1020) sus tierras pasaron a sus sobrinos, Eudes I, conde de Blois y Herberto IV, conde de Troyes y Meaux.